# إريك وينستانلى
إريك وينستانلى (بالإنجليزية: Eric Winstanley) هو مدرب كرة قدم ولاعب كرة قدم بريطاني في مركز قلب الدفاع، ولد في 15 نوفمبر 1944 في بارنسلي في المملكة المتحدة، وتوفي في 20 مايو 2021. شارك مع منتخب إنجلترا تحت 18 سنة لكرة القدم. أما مع النوادي، فقد لعب مع نادي بارنسلي ونادي تشيسترفيلد.